# Борьба на летних Олимпийских играх 1920
На летних Олимпийских играх 1920 года проводились соревнования как по вольной, так и по греко-римской борьбе. Соревнования проводились только среди мужчин.

## Общий медальный зачёт
| Место | Страна         | Золото | Серебро | Бронза | Всего |
| ----- | -------------- | ------ | ------- | ------ | ----- |
| 1     | Финляндия      | 5      | 5       | 2      | 12    |
| 2     | Швеция         | 3      | 1       | 2      | 6     |
| 3     | США            | 1      | 2       | 3      | 6     |
| 4     | Швейцария      | 1      | 1       | 0      | 2     |
| 5     | Дания          | 0      | 1       | 1      | 2     |
| 6     | Великобритания | 0      | 0       | 2      | 2     |
| 7     | Норвегия       | 0      | 0       | 1      | 1     |
|       |                |        |         |        |       |
| Всего | Всего          | 10     | 10      | 11     | 31    |

## Медалисты

### Греко-римская борьба
| Категория     | Золото                    | Серебро                    | Бронза                    |
| ------------- | ------------------------- | -------------------------- | ------------------------- |
| до 60 кг      | Оскар Фриман Финляндия    | Хейки Кяхкёнен Финляндия   | Фритьоф Свенссон Швеция   |
| до 67,5 кг    | Эмиль Вяре Финляндия      | Таави Тамминен Финляндия   | Фритьоф Андерсен Норвегия |
| до 75 кг      | Карл Вестергрен Швеция    | Артур Линдфорс Финляндия   | Матти Перттиля Финляндия  |
| до 82,5 кг    | Клас Юханссон Швеция      | Эдиль Розенквист Финляндия | Йоханнес Эриксен Дания    |
| свыше 82,5 кг | Адольф Линдфорс Финляндия | Поуль Хансен Дания         | Мартин Ниеминен Финляндия |

### Вольная борьба
| Категория     | Золото                   | Серебро                  | Бронза                       |
| ------------- | ------------------------ | ------------------------ | ---------------------------- |
| до 60 кг      | Чарльз Экерли США        | Сэмюэль Герсон США       | Филип Бернард Великобритания |
| до 67,5 кг    | Каарло Анттила Финляндия | Готтфрид Свенссон Швеция | Питер Райт Великобритания    |
| до 75 кг      | Эйно Лейно Финляндия     | Вяйнё Пенттала Финляндия | Чарли Джонсон США            |
| до 82,5 кг    | Андерс Ларссон Швеция    | Шарль Куран Швейцария    | Вальтер Маурер США           |
| свыше 82,5 кг | Роберт Рот Швейцария     | Натаниэль Пендлтон США   | Фредерик Мейер США           |
| свыше 82,5 кг | Роберт Рот Швейцария     | Натаниэль Пендлтон США   | Эрнст Нильссон Швеция        |